# افریکا وست ایرلاینز
افریکا وست ایرلاینز (به انگلیسی: Africa West Airlines) یک شرکت هواپیمایی با کد یاتا FK است که در ۱۹۹۷ میلادی تأسیس شده‌است. دفتر مرکزی افریکا وست ایرلاینز در لومه، توگو واقع شده‌است.